# Thae Su Nyein
 (mai 2025).
Thae Su Nyein (née le 24 mai 2007) est un mannequin et reine de beauté birmane. Elle a été couronnée Miss Grand Myanmar 2024 et a représenté son pays à Miss Grand International 2024 où elle a terminé deuxième dauphine. Toutefois, son titre lui a été retiré en raison d’un comportement jugé inapproprié par les organisateurs,.

## Enfance et éducation
Thae Su Nyein est né le 24 mai 2007 dans le canton de Taungoo, région de Bago.

## Carrière professionnelle
Thae Su Nyein a participé au concours Miss Grand Myanmar 2024 qui s'est tenu en décembre 2023 et a remporté le titre de Miss Grand Myanmar 2024, représentant le Myanmar.
Thae Su Nyein a représenté le Myanmar au concours Miss Grand International 2024 et est arrivée deuxième dauphine. Lors du concours Miss Grand International 2024 qui s'est tenu au MGI Hall de Bangkok, en Thaïlande, la représentante du Myanmar, Thae Su Nyein, a remporté le prix Miss Beauty Skin, le prix Miss I'Aura Queen et le prix Miss Fan Vote en octobre 2024.
Thee Su Nyein figurait parmi les 10 finalistes du concours de beauté organisé le 25 octobre. À la fin de la compétition, Rachel Gupta d'Inde est sortie vainqueur, tandis que Thae Su Nyein a terminé deuxième. Cependant, l'organisation Miss Grand International a révoqué le titre le 28 octobre 2024, en raison des violations des règles du MGI commises par elle et le directeur national.